# Cornello dei Tasso
Pour les articles homonymes, voir Tasso (homonymie).
Cornello dei Tasso est un hameau médiéval de la commune de Camerata Cornello, perché dans les montagnes du Val Brembana et qui a remporté le titre de plus beaux hameaux d'Italie. C'est ici que la famille Tasso a donné naissance au service postal.

## Géographie
Cornello dei Tasso est situé à 8 km au nord de San Pellegrino Terme.

## Histoire

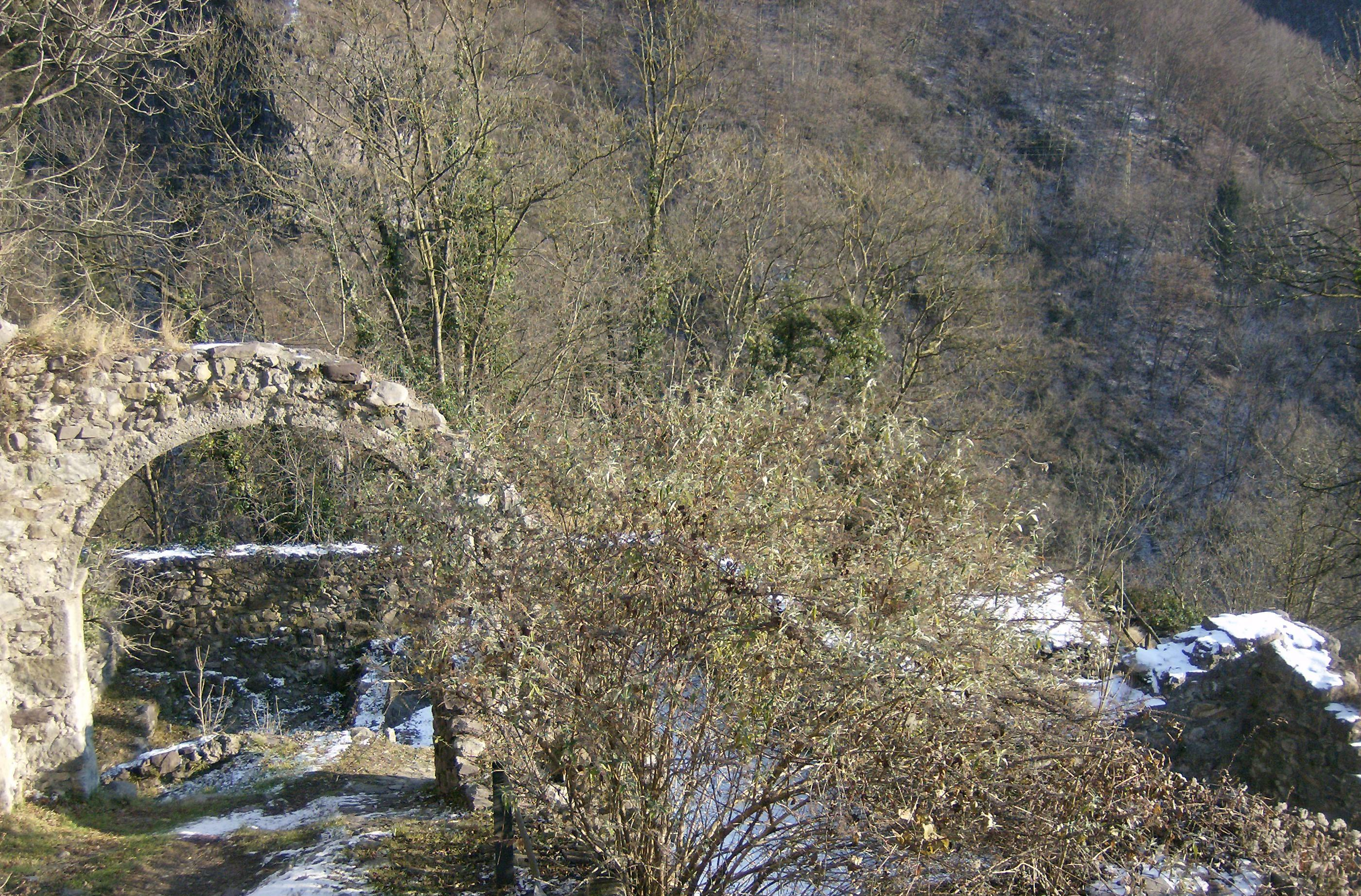
Ruine du château des Tasso.

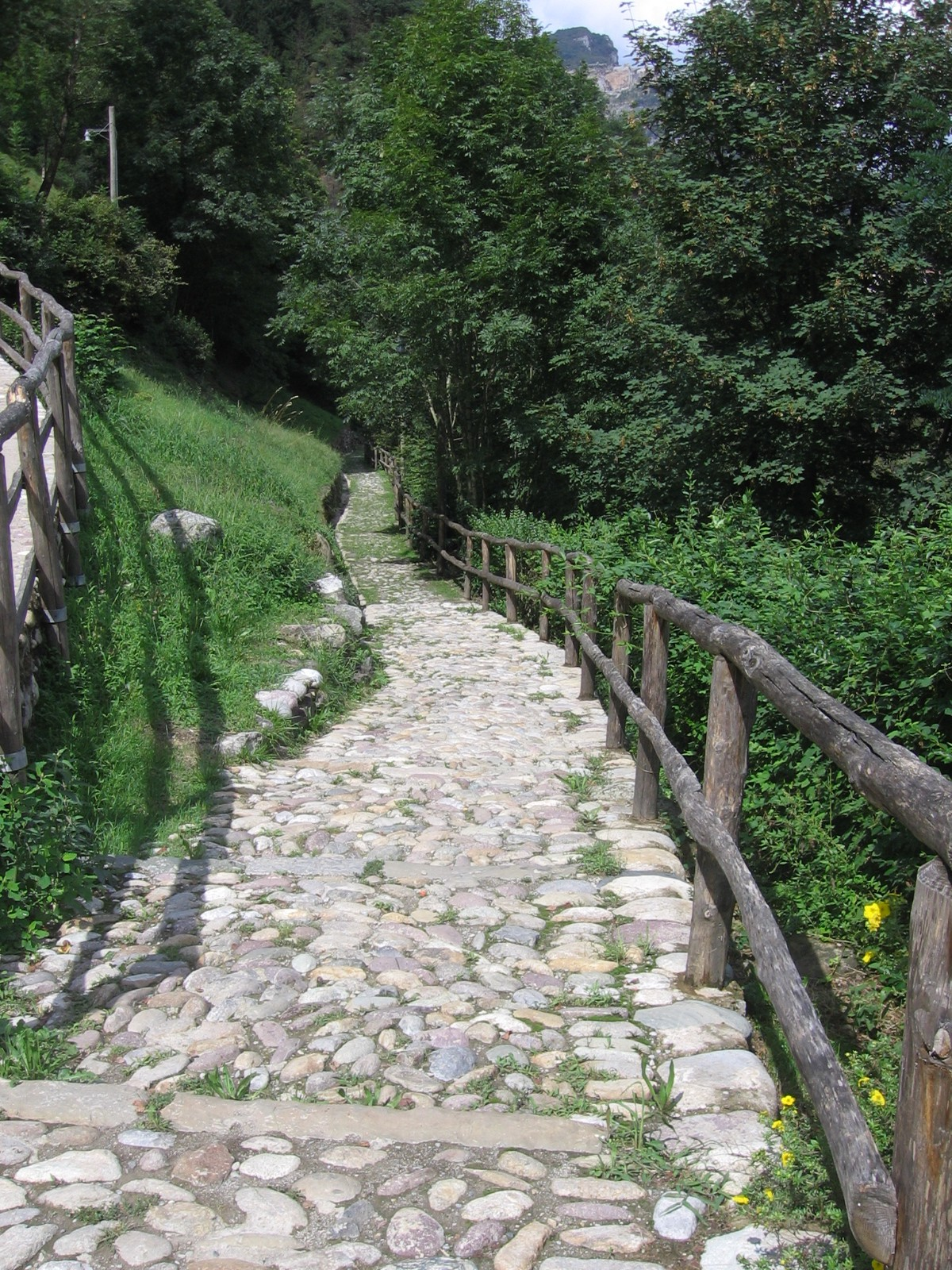
Via Mercatorum à Cornello dei Tasso.

La présence de la famille Tasso remonterait jusqu'au VIe siècle, depuis l'époque des invasions barbares et les ancêtres de la famille Tasso seraient probablement à l'origine des chevaliers lombards qui se seraient établis sur ce lieu et où ils ont bâti leur château fort puis on prit le nom de leur fief comme patronyme. 
Le château fort de Cornello dei Tasso est le complexe résidentiel en pierre blonde dont le cœur était le Palazzo dei Tasso, avant que la famille Tasso ne déménage d'abord à Bergame, puis à Venise et enfin partout en Europe pour assurer le maillage de leur système postal. Bâti au XIIe siècle, sur le versant sud tel un belvédère tourné vers l'aval de la rivière Brembo, le Palazzo dei Tasso était isolé du reste du hameau. Aujourd'hui, ses ruines ont été partiellement récupérées et restaurées.
À l'époque du Haut Moyen Âge, Cornello dei Tasso était un village qui avait une importante activité marchande du fait qu'elle abritait un marché le long de la Via mercatorum entre Bergame et Valtellina qui suivait le tracé de la Viam antiquam de Selvino. À la fin du XVIe siècle, sa fortune a commencé à décliner après que la république de Venise construisit en 1592 la nouvelle route de la vallée, le Priula qui passe à travers le Val Brembana sans croiser Cornello dei Tasso. Le village était donc isolé ce qui a contribué à préserver intact l'urbanisme médiéval caractéristique de la région.
De nos jours, on peut visiter le musée dei Tasso qui retrace l'épopée du service postal par la famille Tasso qui deviendra la famille Taxis.